# Varenikovskaya
Varenikovskaya (del ruso: Варениковская) es una stanitsa del raión de Krymsk del krai de Krasnodar, en Rusia. Está situada en la orilla izquierda del río Kubán, en su delta y próximo al lugar donde desemboca en este río el Adagum, 35 km al oeste de Krymsk y 106 km al oeste de Krasnodar.  Tenía 14 881 habitantes en 2010
Es cabeza del municipio Varenikovskoye, al que pertenecen Shkolni, Fadéyevo, Svet y Zhelezhnodorozhnogo razvezda Chekon.

## Historia
La stanitsa fue fundada en el año 1862 en el lugar del reducto homónimo, cuyo nombre deriva del de un collado próximo. Hasta 1920 pertenecía al otdel de Temriuk del óblast de Kubán. Entre 1940 y 1953 fue centro del raion de Varenikovskaya.

## Demografía
| 1890 | 1959   | 1979   | 2002   | 2010   |
| ---- | ------ | ------ | ------ | ------ |
| 6407 | 10 561 | 12 375 | 14 225 | 14 881 |

### Composición étnica
De los 14 225 habitantes que tenía en 2002, el 85.9 % era de etnia rusa, el 3.5 % era de etnia turca, el 2.9 % era de etnia ucraniana, el 2.1 % era de etnia armenia, el 1.1 % era de etnia tártara, el 0.8 % era de etnia bielorrusa, el 0.6 % era de etnia azerí, el 0.4 % era de etnia alemana, el 0.3 % era de etnia griega, el 0.2 % era de etnia gitana, el 0.1 % era de etnia adigué y el 0.1 % era de etnia georgiana.

## Economía y transporte
Los principales sectores productivos de la localidad son la vinicultura, la horticultura y el cultivo de arroz. Elevador de grano. En la población se halla el complejo turístico Kazachia derevnia ("aldea cosaca").

## Servicios sociales
La localidad cuenta con una Casa de Cultura y una biblioteca.